# Amido Baldé
Amido Baldé (sinh ngày 16 tháng 5 năm 1991) là một cầu thủ bóng đá chuyên nghiệp người Guiné-Bissau chơi ở vị trí tiền đạo.
Baldé bắt đầu sự nghiệp bóng đá của mình tại Sporting và được cho mượn nhiều lần trong thời hạn hợp đồng. Anh giành chức vô địch Bồ Đào Nha 2013 cùng với câu lạc bộ Vitória de Guimarães. Anh từng thi đấu tại Việt Nam trong màu áo câu lạc bộ Thành phố Hồ Chí Minh ở mùa giải V-League 2020.
Trên bình diện quốc tế, Baldé đã đại diện cho Bồ Đào Nha thi đấu ở cấp độ trẻ. Năm 2011, anh cùng đội tuyển U-20 Bồ Đào Nha về nhì tại U-20 World Cup 2011. Năm 2014, Baldé quyết định chuyển sang thi đấu cho đất nước nơi anh sinh ra, Guinea-Bissau.

## Câu lạc bộ sự nghiệp
Baldé bắt đầu sự nghiệp với Sporting và được câu lạc bộ cho mượn nhiều lần trong suốt thời gian hợp đồng, anh đã giành Cúp Bồ Đào Nha 2013 với Vitória de Guimarães. Năm 2013, anh ký hợp đồng với Celtic, câu lạc bộ này cũng đã cho mượn hai lần trước khi anh ký hợp đồng với Metz khoảng hai năm sau đó. Sau khi chơi cho Benfica Luanda, một câu lạc bộ của Angola, anh trở lại Bồ Đào Nha vào mùa hè năm 2016, để gia nhập Marítimo.
Sau một thời gian ngắn chơi bóng ở Libya cho Al-Nasr SC, vào tháng 2 năm 2019 Baldé chuyển đến Indonesia sau khi đồng ý với một thỏa thuận cùng với Persebaya Surabaya. Vào tháng 1 năm 2020, Baldé chuyển đến Việt Nam để ký hợp đồng với TP Hồ Chí Minh.

## Sự nghiệp Quốc tế
Baldé đã chọn Bồ Đào Nha cho sự nghiệp thi đấu quốc tế. Anh đã giành vị trí Á quân cùng với U20 Bồ Đào Nha ở Giải vô địch bóng đá U-20 thế giới 2011 tại Colombia.
Vào tháng 5 năm 2014, Balde chuyển quốc tịch để chơi cho Guinea-Bissau.

## Thống kê nghề nghiệp

### Câu lạc bộ
Tính đến ngày 11 tháng 12 năm 2019
| Câu lạc bộ              | Mùa giải            | Giải quốc nội | Giải quốc nội | Cúp Quốc gia | Cúp Quốc gia | Cúp Liên đoàn | Cúp Liên đoàn | Châu lục | Châu lục | Khác | Khác | Tổng cộng | Tổng cộng |
| Câu lạc bộ              | Mùa giải            | Trận          | Bàn           | Trận         | Bàn          | Trận          | Bàn           | Trận     | Bàn      | Trận | Bàn  | Trận      | Bàn       |
| ----------------------- | ------------------- | ------------- | ------------- | ------------ | ------------ | ------------- | ------------- | -------- | -------- | ---- | ---- | --------- | --------- |
| Santa Clara (mượn)      | 2010–11             | 5             | 0             | 1            | 0            | 3             | 0             | –        | –        | –    | –    | 9         | 0         |
| Badajoz (mượn)          | 2010–11             | 13            | 4             | 0            | 0            | –             | –             | –        | –        | –    | –    | 13        | 4         |
| Cercle Brugge (mượn)    | 2011–12             | 22            | 6             | 1            | 0            | –             | –             | –        | –        | –    | –    | 23        | 6         |
| Vitória Guimarães       | 2012–13             | 27            | 9             | 7            | 0            | 3             | 0             | –        | –        | –    | –    | 37        | 9         |
| Celtic                  | 2013–14             | 20            | 3             | 1            | 0            | 0             | 0             | 3        | 0        | –    | –    | 24        | 3         |
| Waasland-Beveren (mượn) | 2014–15             | 14            | 1             | 1            | 0            | 0             | 0             | –        | –        | –    | –    | 15        | 1         |
| Hapoel Tel Aviv (mượn)  | 2014–15             | 9             | 0             | 2            | 0            | 0             | 0             | 0        | 0        | –    | –    | 11        | 0         |
| Metz                    | 2015–16             | 8             | 0             | 0            | 0            | 1             | 0             | –        | –        | –    | –    | 9         | 0         |
| Benfica Luanda          | 2016                | 12            | 5             | 0            | 0            | 0             | 0             | –        | –        | –    | –    | 12        | 5         |
| Marítimo                | 2016–17             | 2             | 0             | 1            | 0            | 1             | 0             | –        | –        | –    | –    | 4         | 0         |
| Tondela (mượn)          | 2016–17             | 2             | 0             | 0            | 0            | 0             | 0             | –        | –        | –    | –    | 2         | 0         |
| Kukësi                  | 2017–18             | 8             | 2             | 2            | 0            | 0             | 0             | –        | –        | –    | –    | 10        | 2         |
| Persebaya               | 2019                | 9             | 5             | 5            | 10           | –             | –             | –        | –        | 3    | 4    | 17        | 19        |
| PSM                     | 2019                | 14            | 6             | 0            | 0            | –             | –             | –        | –        | 0    | 0    | 14        | 6         |
| Tổng cộng sự nghiệp     | Tổng cộng sự nghiệp | 166           | 41            | 20           | 10           | 8             | 0             | 3        | 0        | 3    | 4    | 200       | 55        |

1. ↑  Số trận tại Indonesia President's Cup

### Bàn thắng quốc tế
Tính đến ngày 8 tháng 10 năm 2015
| No | Date                     | Venue                                        | Opponent | Score | Kết quả | Competition                  |
| -- | ------------------------ | -------------------------------------------- | -------- | ----- | ------- | ---------------------------- |
| 1. | ngày 8 tháng 10 năm 2015 | Antoinette Tubman Stadium, Monrovia, Liberia | Liberia  | 1–1   | 1–1     | 2018 World Cup qualification |

## Danh hiệu

### Câu lạc bộ
Vitória Guimarães
- Taça de Portugal: 2012–13

Celtic
- Scottish Premiership: 2013–14[20]

### Quốc tế
Bò Đào Nha
- FIFA U-20 World Cup: Á quân 2011[15]

### Cá nhân
- Vua phá lưới Piala Indonesia: 2018–19 (10 bàn thắng)